# غنوم الملياردير (فلم)
غنوم الملياردير- فيلم دراما إماراتي، تم عرضه في 2023م، من تأليف وإخراج: عامر سالمين المري.

## قصة الفيلم وأحداثه
تدور قصة الفيلم حول صديقين يعملان كممثلين، ويحاولان جاهدين تحقيق النجاح، لكنهما يفشلان في كل شيء.. العمل، التمثيل، والزواج، ومع تسلسل الأحداث يكتشف أحدهما وهو «غنوم» أنه حصل على ميراث كبير من جدته، ويعتقد أن هذا الميراث سيجعلهما صانعي أفلام مشهورين، ويمكنهما من تحقيق أحلامهما، ولكن من أجل الحصول على هذا الميراث سيواجه «غنوم» تحدياً فريداً وشروطاً تعيقه ليصبح مليارديراً ؛ حيث يجد نفسه في مواجهة عصابة تسعى لمنعه من الحصول على الميراث.

## الممثلون
شارك في الفيلم الإماراتي "غنوم الملياردير" مجموعة من الممثلين، نذكر من بينهم
- عمر الملا، ممثل ولاعب إماراتي، مواليد 1992م.
- عبدالله الشحي. والذي قام بدور "جاسم".
- عبدالله الجفالي، ممثل إماراتي، مواليد 1969م.
- بلال عبدالله، ممثل ومخرج إماراتي، مواليد 1966م
- آلاء شاكر، ممثلة عراقية، مواليد 1977م.
- أحمد السعيد، ممثل سعودي، مواليد 1994م.

## هوامش الفيلم
- فيلم "غنوم الملياردير" أول فيلم أكشن محلي بأياد إماراتية.[2]
- قدمت لجنة أبوظبي للأفلام التسهيلات الفنية اللازمة لتصوير الفيلم، كما وفرت تو فور54 الخدمات ومواقع التصوير.[3]

## روابط خارجية
- فيلم غنوم الملياردير علي موقع قاعدة بيانات الأفلام العربية.